# حصن جعفر (حورة)
'

تعديل مصدري - تعديل

حصن جعفر هي إحدى قرى عزلة حوره بمديرية حورة التابعة لمحافظة حضرموت، بلغ تعداد سكانها 58 نسمة حسب تعداد اليمن لعام 2004.